# Rhamphomyia latistriata
Rhamphomyia latistriata är en tvåvingeart som beskrevs av Frey 1953. Rhamphomyia latistriata ingår i släktet Rhamphomyia och familjen dansflugor. Inga underarter finns listade i Catalogue of Life.